# Maison du Bailliage (Amiens)
Pour les articles homonymes, voir Maison du Bailliage.
La maison du Bailliage ou Malmaison est un immeuble situé dans le centre-ville d'Amiens, près de l'hôtel de ville, dans le département de la Somme.

## Historique
La Malmaison était au Moyen Âge la résidence du bailli d'Amiens. Le bâtiment actuel, construit en 1541 et agrandi en 1573, fut le siège de la justice royale jusqu'à la Révolution française.
L'origine du nom Malamaison viendrait du latin « mallum publicum » qui à l'époque carolingienne désignait le lieu de l'Assemblée de Justice.
Le Bailliage d'Amiens, créé par le roi Philippe Auguste en 1193, était l'un des plus anciens et des plus importants du Royaume.
Le bâtiment a été détruit par les bombardements allemands du 19 mai 1940 au début de la Seconde Guerre mondiale, seule la façade a subsisté. Elle a été intégrée en totalité dans un nouvel immeuble après 1945. La façade est protégée au titre des monuments historiques : classement par arrêté du 21 février 1941.
Le bâtiment abrite aujourd'hui le service des finances de la ville d'Amiens. 

## Caractéristiques
De l'ancienne maison du bailli il ne subsiste aujourd'hui que la façade en pierre, de style Renaissance. La Malmaison s'élève sur deux niveaux et présente en façade des fenêtres à meneau. Gothique dans son architecture, les sculptures en médaillon dues à Matthieu Laigniel sont l'expression artistique de la Renaissance. Les médaillons sont bordés de couronnes de feuilles et de fruits entourant des bustes féminins et masculins qui forment une frise surmontant des fenêtres à meneaux munis de vitraux.